# Tipula (Lunatipula) mohavensis
Tipula (Lunatipula) mohavensis is een tweevleugelige uit de familie langpootmuggen (Tipulidae). De soort komt voor in het Nearctisch gebied.